# Lee Su-hyun (cantora, nascida em 1996)
Lee Su-hyun (hangul: 이수현; hanja: 李秀炫; rr: I Su-hyeon; MR: Ri Suhyŏn; nascida em 5 de setembro de 1996), mais frequentemente creditada na carreira musical apenas como Suhyun (hangul: 수현) é uma cantora e atriz sul-coreana. É mais popularmente conhecida por ter sido integrante do grupo feminino I.B.I, formado pela LOEN Entertainment em 2016.
Em meados de 2016, Suhyun se tornou concorrente no reality show Produce 101. No ano seguinte,, Suhyun se tornou a MC no programa de variedades Stress Out. No mesmo ano, ela interpretou a personagem Lee Ha-ra no drama coreano Happy Talk como seu primeiro papel principal na atuação.

## Discografia

### Singles
| Título      | Ano  | Álbum                 |
| ----------- | ---- | --------------------- |
| "Love Song" | 2017 | My Secret Romance OST |

## Filmografia

### Dramas
| Data | Emissora | Título     | Papel     | Notas           |
| ---- | -------- | ---------- | --------- | --------------- |
| 2017 | GSTV     | Happy Talk | Lee Ha-ra | Papel principal |